# Луцій Марцій Цензорін (консул 39 року до н. е.)
Луцій Марцій Цензорін (Lucius Marcius Censorinus; ? — після 17 до н. е.) — політичний та військовий діяч Римської республіки, консул 39 року до н. е.

## Життєпис
Походив з плебейської гілки роду Марції. Про молоді роки мало відомостей. Його батько Луцій Марцій Цензорін був прихильником партії популярів.
Молодший Цензорін підтримував Гая Юлія Цезаря під час війни проти Гнея Помпея у 49—45 роках до н. е. Після вбивства у 44 році до н. е. Цезаря став на бік Марка Антонія. Завдяки цьому у 43 році до н. е. став міським претором. Брав участь у битві при Філіппах, де республіканці зазнали поразки. З 42 до 40 рік до н. е. як пропретор керував провінціями Ахайя та Македонія.
У 39 році до н. е. його обрано консулом разом з Гаєм Кальвізієм Сабіном. Відсвяткував проходженням у тріумфі свої успіхи в Македонії. Захищав інтереси міста Афродіади у Малій Азії. Поступово перейшов на бік Октавіана Августа.
У 31 році до н. е. став членом колегії квіндецемвірів. У 17 році до н. е. брав участь в організації Вікових ігор. Подальша доля невідома.

## Родина
- Гай Марцій Цензорін, консул 8 року до н. е.
- Марція Цензоріна, дружина Луція Семпронія Атратіна, коснула-суфекта 34 рок удо н. е.